# Until I Found You
Until I Found You è un singolo del cantante statunitense Stephen Sanchez, pubblicato il 1º settembre 2021 come primo estratto dal primo EP Easy on My Eyes.

## Descrizione
Il brano, originariamente pubblicato nel 2021, ha iniziato a ricevere popolarità durante il corso del 2022 grazie in particolare alla piattaforma TikTok. È stata poi realizzata una versione remix caratterizzata dalla partecipazione della cantante statunitense Em Beihold, pubblicata il 22 aprile 2022.

## Promozione
Con il brano Sanchez ha fatto il suo debutto televisivo al Late Night di Seth Meyers il 5 maggio 2022.

## Video musicale
Il video è stato reso disponibile il 28 giugno 2022 e trae ispirazione dai film degli anni cinquanta. Presenta il cantante vestito in modo simile ad Elvis Presley che canta in un set televisivo, accompagnato dall'attrice Jeri Mae James che interpreta una ragazza simile a Marilyn Monroe.

## Tracce
Testi e musiche di Stephen Sanchez.
Download digitale, streaming
1. Until I Found You – 2:57

Download digitale, streaming – Piano Version
1. Until I Found You (Piano Version) – 3:04
2. Until I Found You – 2:57

Download digitale, streaming – Em Beihold Version
1. Until I Found You (Em Beihold Version) – 2:57

## Uso in altri media
Nel 2023 il brano, nella versione duetto con Em Beihold, è stato utilizzato nella colonna sonora della seconda stagione della serie televisiva Ginny & Georgia.

## Classifiche

### Classifiche settimanali
| Classifica (2022-23) | Posizione massima |
| -------------------- | ----------------- |
| Australia            | 8                 |
| Austria              | 33                |
| Belgio (Fiandre)     | 2                 |
| Belgio (Vallonia)    | 10                |
| Canada               | 15                |
| Filippine            | 3                 |
| Francia              | 111               |
| Germania             | 52                |
| India                | 1                 |
| Indonesia            | 2                 |
| Irlanda              | 13                |
| Libano               | 5                 |
| Lituania             | 27                |
| Lussemburgo          | 22                |
| Malaysia             | 1                 |
| Medio Oriente        | 17                |
| Norvegia             | 13                |
| Nuova Zelanda        | 17                |
| Paesi Bassi          | 14                |
| Panama               | 103               |
| Polonia              | 78                |
| Portogallo           | 14                |
| Regno Unito          | 16                |
| Repubblica Ceca      | 46                |
| Singapore            | 4                 |
| Slovacchia           | 27                |
| Stati Uniti          | 23                |
| Svezia               | 15                |
| Svizzera             | 23                |
| Vietnam              | 11                |

### Classifiche di fine anno
| Classifica (2022) | Posizione |
| ----------------- | --------- |
| Canada            | 100       |
| India             | 11        |
| Vietnam           | 51        |
| Classifica (2023) | Posizione |
| Australia         | 17        |
| Canada            | 32        |
| India             | 2         |
| Norvegia          | 36        |
| Paesi Bassi       | 28        |
| Portogallo        | 50        |
| Regno Unito       | 39        |
| Stati Uniti       | 50        |
| Svezia            | 69        |
| Svizzera          | 85        |
| Classifica (2024) | Posizione |
| India             | 4         |